# Хайнрих IV Ройс-Кьостриц
Хайнрих IV Ройс цу Кьостриц (на немски: Heinrich IV Reuß-Köstritz; * 26 април 1821, Дрезден; † 25 юли 1894, дворец Ернстбрун, Долна Австрия) от княжеския род Ройс, е княз от Ройс-Кьостриц (1878 – 1894) и кралски пруски генерал на кавалерията. Той е баща на царица Елеонора Българска.

## Биография
Той е син на княз Хайнрих LXIII Ройс-Кьостриц (1786 – 1841) и първата му съпруга графиня Елеонора фон Щолберг-Вернигероде (1801 – 1827), дъщеря на граф Хайнрих фон Щолберг-Вернигероде (1772 – 1854). Брат му Хайнрих VII Ройс-Кьостриц (1825 – 1906) е генерал-адютант на кайзер Вилхелм I и дипломат в Константинопол.
Хайнрих IV следва в Берлин. През 1878 г. той наследява титлата княз от братовчед си княз Хайнрих LXIX Ройс-Кьостриц (1792 – 1878).

## Фамилия
Хайнрих IV се жени на 27 декември 1854 г. в Грайц за принцеса Луиза Ройс цу Грайц (* 3 декември 1822; † 28 май 1875) от старата линия Ройс, вдовица на принц Едуард фон Саксония-Алтенбург (1804 – 1852), син на херцог Фридрих фон Саксония-Хилдбургхаузен (1780 – 1826), дъщеря на княз Хайнрих XIX Ройс цу Грайц (1790 – 1836) и принцеса Гаспарина дьо Рохан-Рошфор (1798 – 1871). Те имат децата:
- Хайнрих XXIV (1855 – 1910), композитор, женен 1884 г. за принцеса Елизабет Ройс-Кьостриц (1860 – 1931)
- дете (*/† 1856)
- дете (*/† 1858)
- Елеонора Каролина Каспарина Луиза (Елеонора Българска) (1860 – 1917), омъжена в Кобург на 28 февруари 1908 г. за цар Фердинанд I от България (1861 – 1948)
- дете (*/† 1861)
- Хелена (1864 – 1876)
- Елизабет Йохана Августа Доротея (1865 – 1937)